# Spisek bielefeldzki
Spisek bielefeldzki (niem. Bielefeld-Verschwörung) – satyryczna teoria spiskowa podająca w wątpliwość istnienie niemieckiego miasta Bielefeld.

## Historia
Początek kawału miał miejsce 16 maja 1994 roku, gdy Achim Held za pośrednictwem internetowego forum Usenet podważył istnienie Bielefeldu. Autor wpisu wspomniał, że jego znajomy rok wcześniej spotkał na studenckiej imprezie studenta, który miał pochodzić z Bielefeld, lecz w jego teorii było to niemożliwe, ponieważ takie miasto nie istnieje. Inni użytkownicy forum odnosząc się do tego, również zaprzeczali, że znają kogokolwiek z tego miasta lub czy kiedykolwiek je odwiedzili. W ten sposób narodziła się teoria głosząca, że Bielefeld to tak naprawdę spisek.

## Zasada trzech pytań
W odpowiedzi na głosy mówiące, że Bielefeld istnieje, internauci z Heldem na czele postanowili rozbudować swoją teorię o stwierdzenie, że za całym spiskiem stoi organizacja SIE (z niemieckiego „Oni”), która współpracuje z niemieckim rządem. Następstwem tego był test polegający na trzech pytaniach:
1. Czy znasz kogoś z Bielefeldu?
2. Czy kiedykolwiek byłeś w Bielefeldzie?
3. Czy znasz kogoś, kto kiedykolwiek był w Bielefeldzie?

Według nich każdy powinien przecząco odpowiedzieć na wszystkie trzy pytania. Jeśli jednak ktoś odpowiedział twierdząco na chociaż jedno z nich, oznaczało to, że jest to osoba powiązana z tajemniczą organizacją.

## Reakcja władz
Początkowo administracja miasta Bielefeld starała się walczyć z żartem, który rozpowszechnił się na cały kraj, lecz było to bezskuteczne. Pięć lat po rozpoczęciu „Konspiracji Bielefeld” z okazji prima aprilis władze miasta w ramach żartu wystosowały komunikat prasowy mówiący „Bielefeld istnieje”.
Po kilkunastu latach do rozpowszechniania żartu przyłączyła się ówczesna kanclerz Niemiec – Angela Merkel. Podczas swojego przemówienia przy odbieraniu niemieckiej nagrody społecznej, postanowiła wspomnieć o Bielefeldzie słowami: „O ile w ogóle istnieje”, „Miałam wrażenie, że tam byłam” oraz: „Mam nadzieję, że będę mogła tam jeszcze raz pojechać”, co wywołało duże poruszenie w przestrzeni internetowej.
W sierpniu 2019 roku władze miasta poszły o krok dalej i zaproponowały nagrodę w wysokości miliona euro dla osoby, która dowiedzie, że miasto faktycznie nie istnieje.

## Następstwa
Pokłosiem żartu powstał film „Die Bielefeled verschwörung”, stworzony przez grupę studentów z Uniwersytetu Bielefeld, który swoją premierę miał 2 czerwca 2010 roku.
W 2014 roku autor żartu udzielił wywiadu dla niemieckiego tygodnika Der Spiegel, w którym ostatecznie przyznał, że miasto faktycznie istnieje.